# 北伊佐郡
北伊佐郡（日语：／ Kitaisa gun */?）是過去位于日本鹿兒島縣的一個郡，在1887年從伊佐郡分割而出；已於1897年4月1日與菱刈郡合併為新設置的伊佐郡。
合併前的轄區包括：
- 大口村（現已併入大口市）
- 山野村（現已併入大口市）
- 羽月村（現已併入大口市）